# استاروکورماشوو
استاروکورماشوو (انگلیسی: Starokurmashevo) یک شهرک در شهرستان کوشنارنکوفسکی جمهوری باشقیرستان در کشور روسیه است.